# Youssoupha
Youssoupha, né Youssoupha Mabiki le 29 août 1979 à Kinshasa au Zaïre, est un rappeur, chanteur, producteur et auteur-compositeur-interprète français.

## Biographie

### Jeunesse et débuts
Youssoupha Mabiki est né le 29 août 1979 à Kinshasa au Zaïre, aujourd'hui république démocratique du Congo. Son père est le chanteur et musicien congolais Tabu Ley Rochereau. Sa mère est d'origine sénégalaise. Il est également l'oncle de la rappeuse belge Shay et du beatmaker Le Motif.
Après être né et avoir grandi à Kinshasa, il arrive à 10 ans en France pour poursuivre sa scolarité. Il réside à Osny puis à Cergy jusqu'à sa rentrée en seconde lorsque sa famille et lui déménagent à Sartrouville dans les Yvelines. Il passe son bac et obtient la meilleure note de l'académie de Versailles à l'oral de français, il s'oriente ensuite vers des études de "médiation culturelle et communication". Après un cursus universitaire à la Sorbonne Nouvelle (Paris III), il se consacre pleinement à la musique.
Son premier groupe est celui des Frères Lumières monté avec deux amis (et produit en partie par Rémy Sarrazin) avec qui il sort un maxi. Après plusieurs projets dont l'album Tendance en 2003 avec le groupe Bana Kin (avec Sinistre, Kozi, Philo et Mike Génie), il sort fin 2005 un street DVD, Éternel recommencement, puis signe chez Hostile.

### À chaque frèreetSur les chemins du retour(2007–2010)
Après avoir fait les premières parties de plusieurs rappeurs américains renommés — comme 50 Cent, Snoop Dogg, Busta Rhymes, Nas, Method Man, Lil Wayne, Eminem, DMX et Redman — il sort son premier street album en mars 2007, titré À chaque frère. Le projet est d'abord annoncé sous le nom Négritude, mais ce mot étant une marque déposée à l'INPI, il se résigne à changer de titre après un procès perdu,. Non mixé et qualifié par Youssoupha de « bric-à-brac de dernière minute », l'album comporte des featurings avec Diam's, Kool Shen, S-Pi et Mike Génie, et rencontre un certain succès d'estime. Cette même année, Youssoupha intervient comme professeur d'écriture dans l'émission de téléréalité musicale Popstars.
Son deuxième projet, Sur les chemins du retour, sort le 12 octobre 2009 avec une version censurée du morceau polémique À force de le dire, qui lui a valu quelques mois plus tôt un procès par le polémiste Éric Zemmour. En juillet 2009, le rappeur compose la chanson La vie est speed, qui apparait sur la bande originale du film Fast and Furious 4.

### Noir désir(2011–2013)
Afin d'annoncer son prochain album, Youssoupha sort une digitape (mixtape disponible seulement en téléchargement légal) au cours de l'année 2011 intitulée En noir et blanc, contenant des inédits et des remix.
Le 23 janvier 2012 sort Noir D****, dont le nom est censuré pour éviter les problèmes avec le groupe Noir Désir. L'album, qui se vend à plus de 16 000 exemplaires en 1re semaine, se plaçant en deuxième position du Top album. Sur l'album, Youssoupha collabore avec Corneille, Taipan, S-Pi, Sam's, Indila, LFDV, Kery James et même son père Tabu Ley Rochereau, artiste de rumba congolaise.
En janvier 2012, le candidat François Hollande lui propose de rapper pour sa campagne présidentielle, proposition que Youssoupha refuse. Cette même année, il coécrit sur le nouvel album 4 Love de Kenza Farah le titre Mohamed en hommage à Mohamed Bouazizi.
Début 2013, Youssoupha annonce sur ses réseaux sociaux être en préparation de la version 2 de Noir Désir, dans l'optique d'une « trilogie concept ». Cette même année, Kery James annonce lors d'une interview la formation de La Ligue, trio formé de Youssoupha, Médine et lui-même, à la suite d'un morceau en commun sur son album Dernier MC.
À l'occasion du concert Urban Peace 3, Youssoupha se produit le 28 septembre 2013 au Stade de France aux côtés de IAM, Sexion d'Assaut et Maître Gims en solo, Orelsan, DJ Abdel, La Fouine, Psy 4 de la Rime et Stromae.

### Négritude(2014–2017)
Le 10 janvier 2014, Youssoupha sort un EP de cinq titres intitulé Boma Yé et sous-titré L'album s'appellera Négritude, annonçant ainsi la sortie de son troisième album à venir. Le premier extrait de ce nouveau projet, Entourage, sort un an plus tard le 9 février 2015. En avril 2015, il collabore avec le rappeur italien Fabri Fibra sur la chanson Rock that Shit.
L'album NGRTD sort le 18 mai 2015, soit quatre ans après Noir D****, et s'écoule à 15 672 exemplaires lors de sa première semaine d'exploitation. Il est certifié disque d'or en novembre de la même année.
Contrairement à Noir D****, NGRTD est nommé aux Victoires de la musique 2016 dans la catégorie « Album de musique urbaine de l'année », prix qui sera finalement remporté par Nekfeu avec Feu. Cette même année, Youssoupha déménage avec sa famille à Abidjan en Côte d'Ivoire, qui est le pays d'origine de sa compagne,.

### Polaroïd Experience(2018)
Le cinquième album de Youssoupha, Polaroïd Experience, sort le 28 septembre 2018. Composé de douze titres sans aucune collaboration, il marque une évolution artistique du rappeur, qui s'essaie parfois au chant et interprète un morceau entier en lingala. Cette même année, il devient coach pour l'émission The Voice Afrique.

### Neptune Terminus(2021)
Après une nouvelle pause de trois ans, Youssoupha publie son sixième album Neptune Terminus le 19 mars 2021. Contrairement à son projet précédent, cet opus éclectique inclut des collaborations avec divers artistes dont Gaël Faye, Dinos, Josman ou Imani,. Deux titres bonus sont ajoutés en août de la même année, et une réédition paraît le 8 avril 2022, intitulée Neptunes Terminus - Origines. Elle contient dix nouveaux titres dont des collaborations avec Georgio, Benjamin Epps, Lino et Heaven Sam.

### Amour Suprême (2025)
Le 24 janvier 2025 sort le septième album studio de Youssoupha, Amour Suprême, dont les 13 morceaux sont complétés par deux morceaux bonus sur une édition collector.
L'album est annoncé lors du Préliminaires Tour, une mini tournée de trois dates dans des petites salles en novembre 2024. Cette annonce est accompagnée d'un EP de trois titres le 29 novembre 2024, titré Les Préliminaires.

## Bomayé Musik
BMYE est un label discographique indépendant créé en 2006 par les rappeurs Philo (du collectif Ménage à 3) et Youssoupha. Bomayé vient de la langue lingala qui signifie « Tue-le ».
Youssoupha annonce quitter le label dans sa chanson Zaïrois sortie sur la réédition de son album Neptune Terminus : "J'ai passé 25 ans dans le même label mais aujourd'hui je dois quitter Bomayé". En effet son septième album studio Amour Suprême sortira chez le label AllPoints.

## Engagements
Youssoupha participe en 2016 à la troisième édition d'AbbéRoad, concert caritatif de la Fondation Abbé Pierre à La Cigale.
En 2019, le rappeur porte en concert un t-shirt rendant hommage à Rossy Mukendi, militant congolais pro-démocratie mort en manifestation.

## Polémiques

### Accusations de menaces
Le 25 mars 2009, le journaliste Éric Zemmour porte plainte contre Youssoupha pour « menaces de crimes et injure publique » suite à la mise en ligne de la chanson À force de le dire, teaser de l'album Sur les chemins du retour. Dans ce titre, Zemmour est mentionné nommément : « À force de juger nos gueules, les gens le savent, qu'à la télé souvent les chroniqueurs diabolisent les banlieusards, chaque fois que ça pète on dit qu'c'est nous, j'mets un billet sur la tête de celui qui fera taire ce con d'Éric Zemmour ».
En réponse aux accusations, Youssoupha précise dans une interview au Parisien qu'il ne s'agit pas d'inciter à la violence : « Le faire taire, c'est le remettre en place... Les paroles ne parlent ni de meurtre, ni d'agressions, ni de blessures... Je n'ai ni l'envie de le faire tuer ni de le priver de sa liberté d'expression. Le faire taire, c'est le remettre en place, le mettre face à ses propres contradictions ». Dans une tribune publiée dans Le Monde, il dénonce « le fantasme du rappeur-gangster », et met son procès en perspective de ceux qu'avaient connus Suprême NTM, La Rumeur, Sniper ou Monsieur R, qui se sont tous soldés par un non-lieu. Il évoque également la polémique naissante autour d’Orelsan, et dénonce, dans sa chanson Menace de mort sortie peu avant le début du procès, l'acharnement médiatique et judiciaire contre le rap français.
Le 25 octobre 2011, le tribunal correctionnel de Paris condamne Youssoupha à une amende de 800 € avec sursis. Valérie Queinnec, directrice de son label EMI Music France, écope d'une amende de 500 € avec sursis, et tous deux sont également condamnés à verser à Éric Zemmour 1 000 € de dommages et intérêts et 2 000 € de frais de justice. La phrase problématique doit par ailleurs être supprimée du morceau.
Le 28 juin 2012, la cour d'appel de Paris infirme ce jugement et juge Youssoupha « non coupable », estimant que les propos en questions « n'excédaient pas les limites admissibles en matière de liberté d'expression artistique ».

### Euro de football 2021
En mai 2021, Youssoupha est au centre d'une polémique liée à sa chanson Écris mon nom en bleu, créée pour accompagner l’annonce de la liste des 26 joueurs de l’équipe de France de football pour l’Euro 2021. La diffusion de ce titre par la FFF suscite des critiques, notamment de la part de Jordan Bardella, vice-président du Rassemblement national, qui dénonce un choix qui, selon lui, « cède à une partie racaille de la France ». Ces propos sont rapidement qualifiés de récupération politique par Roxana Maracineanu, ministre déléguée aux Sports, qui défend la chanson comme un hymne à la diversité et aux valeurs du sport.
Noël Le Graët, président de la FFF, se distance également de cette initiative, affirmant ne pas avoir été informé du projet et estimant que « la liste aurait dû être divulguée comme d’habitude, sans communication ».
Interrogé sur la controverse, Youssoupha choisit de ne pas s’engager dans le débat, qu’il attribue à une stratégie politique du RN. Sur le plateau de Quotidien, il déplore la normalisation des discours d’extrême droite et exprime ses inquiétudes pour l’avenir, notamment à l’approche des élections présidentielles de 2022.
La polémique est également évoquée par Emmanuel Macron, qui soutient le choix de Youssoupha et appelle à ne pas instrumentaliser le sport à des fins de division politique. D'autres membres du gouvernement, dont la ministre de la Culture Roselyne Bachelot, apportent également leur soutien au rappeur.

## Discographie

### Albums studio
- 2007 : À chaque frère
- 2009 : Sur les chemins du retour
- 2012 : Noir D****
- 2015 : NGRTD
- 2018 : Polaroïd Experience
- 2021 : Neptune Terminus
- 2025 : Amour Suprême

### Lives
- 2009 : Live à la cigale de Paris 2009 (en digital seulement)
- 2012 : Live à l'Olympia de Paris 2012 (inclus avec la réédition de l'album Noir Désir)
- 2012 : Live au Zénith de Paris 2012
- 2019 : Salle Pleyel de Paris

### Collaborations

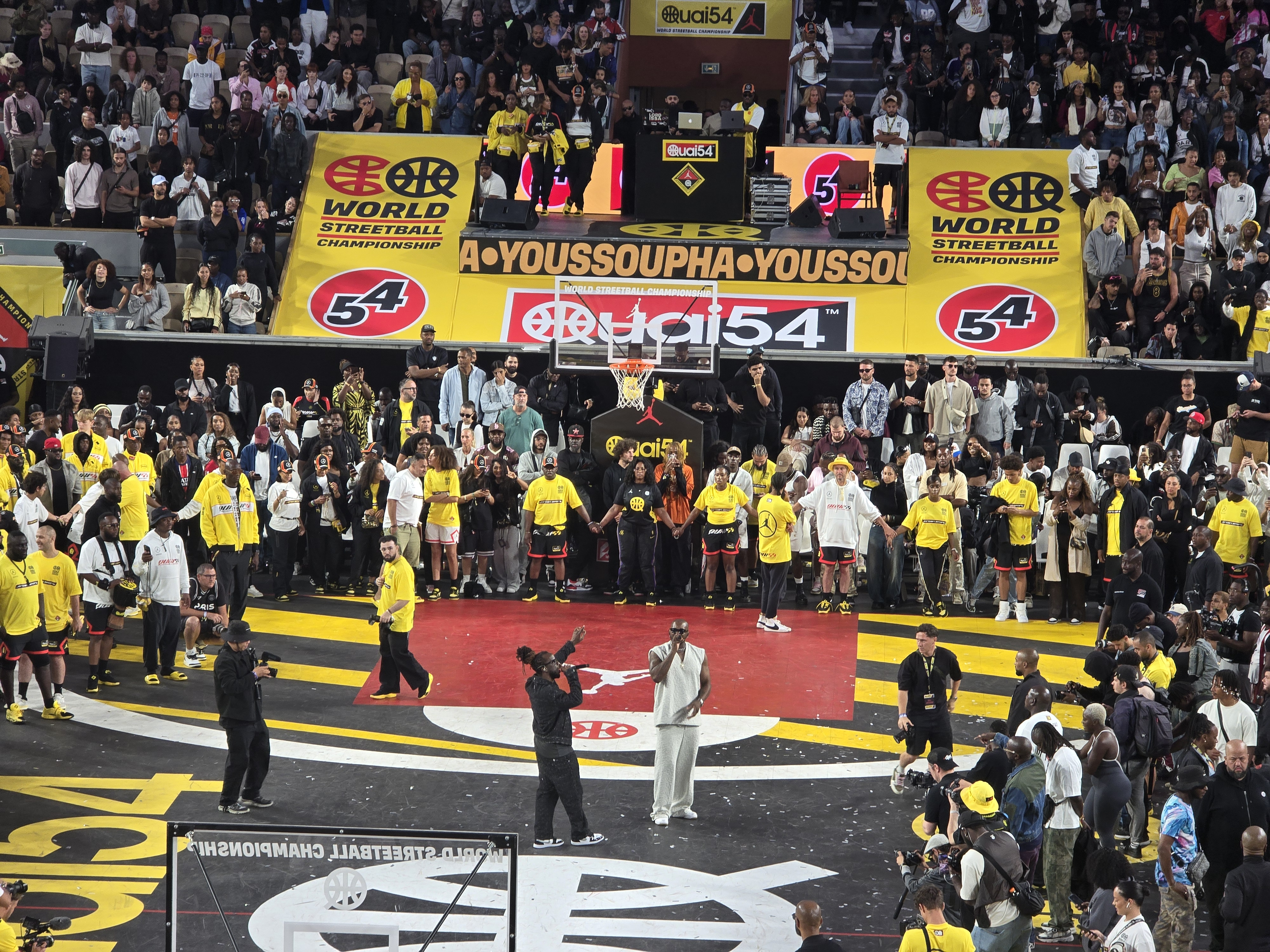
Singuila et Youssoupha au Quai 54 2025.

- 2006 : Despo Rutti - Etranger en mission feat. Escorbar Macson, Poison, Youssoupha (sur le street album Les Sirènes du Charbon)
- 2006 : Despo Rutti - Connard feat. Bakar, Youssoupha (sur le street album Les Sirènes du Charbon)
- 2012 : Irma - I Know (Remix Street) feat. Youssoupha
- 2012 : La Fouine - Paname Boss feat. Sniper, Niro, Youssoupha, Canardo, Fababy, Sultan (sur l'album Drôle de parcours)
- 2013 : La Fouine - Il se passe quelque chose feat. Youssoupha (sur l'album Drôle de parcours)
- 2013 : Kery James - Contre Nous feat. Youssoupha & Médine (La Ligue) (sur l'album Dernier MC)
- 2013 : Tairo - Aime la vie feat. Youssoupha (sur l'album Ainsi Soit-il)
- 2014 : Tunisiano - Ils nous condamnent feat. Youssoupha (sur l'album Marqué à vie)
- 2015 : Lino - 7 milliards sous le ciel feat. Youssoupha, Zaho (sur l'album Requiem)
- 2015 : Fabri Fibra - Rock that shit feat. Youssoupha (sur l'album Squallor)
- 2016 : Kery James - Musique Nègre feat. Youssoupha, Lino (sur l'album Mouhammad Alix)
- 2017 : Médine - Grand Paris feat. Lartiste, Lino, Sofiane, Alivor, Seth Gueko, Ninho, Youssoupha (sur l'album Prose élite)
- 2018 : Dinos - Bloody Mary feat. Youssoupha (sur l'album Imany)
- 2018 : Médine - PLMV feat. Kery James, Youssoupha (La Ligue) (sur l'album Storyteller)
- 2018 : KeBlack - Demain j'arrête feat. Youssoupha (sur l'album Appartement 105)
- 2018 : Mac Tyer - Ça Arrive feat. Soprano, Youssoupha (sur l'album C'est la street mon pote)
- 2019 : Shy'm - Absolem feat. Youssoupha, Kemmler (sur l'album Agapé)
- 2019 : Naza - Rdv feat. Youssoupha, KeBlack, Binguy (sur l'album Bénef)
- 2020 : L.E.J - Milliards de Roses feat. Youssoupha (sur l'album Pas peur)
- 2020 : Madame Monsieur - Comme un homme feat. Youssoupha (sur l'album Tandem)
- 2021 : Céline Banza - Départ feat. Youssoupha (sur l'album Praefatio)
- 2021 : Sat l’Artificier, Youssoupha, Black M, Kofs, Dry, Belek - Micro chargé (sur l'album Le Classico organisé)
- 2022 : Deluxe - Ring-ring ding-a-ling feat. Youssoupha (sur l'album Moustache Gracias)
- 2022 : Seth Gueko - Meurs tout bas feat. Youssoupha (sur l'album Mange tes morts)
- 2022 : Seth Gueko - Meurs tout bas (Remix) feat. Youssoupha, Furax Barbarossa (sur l'album Mange tes morts)
- 2022 : JeanJass - Roberto Baggio feat. Youssoupha (sur l'album Doudoune en été)

## Classements

### Albums
| Année | Album                                                 | Meilleure position | Meilleure position | Certification |
| Année | Album                                                 | Belgique #Wal#     | France             | Certification |
| ----- | ----------------------------------------------------- | ------------------ | ------------------ | ------------- |
| 2007  | À chaque frère                                        | —                  | 32                 | Or            |
| 2009  | Sur les chemins du retour                             | —                  | 21                 | Or            |
| 2011  | En noir et blanc - En attendant Noir Désir #Digitape# | —                  | 117                |               |
| 2012  | Noir désir                                            | 7                  | 3                  | Platine       |
| 2015  | NGRTD                                                 | 6                  | 4                  | Or            |
| 2018  | Polaroïd Experience                                   |                    |                    |               |
| 2021  | Neptune Terminus                                      |                    |                    |               |
| 2025  | Amour Suprême                                         |                    | 11                 |               |

### Singles
| Année | Single                                             | Meilleure position              | Meilleure position | Meilleure position       | Album                       |
| Année | Single                                             | Belgique (Wa) [réf. nécessaire] | France             | Suisse [réf. nécessaire] | Album                       |
| ----- | -------------------------------------------------- | ------------------------------- | ------------------ | ------------------------ | --------------------------- |
| 2011  | Menace de mort                                     | 42                              | 43                 |                          | Noir Désir                  |
| 2012  | Dreamin' (feat. Indila)                            | 8                               | 14                 | 65                       | Noir Désir                  |
| 2012  | Histoires vraies (feat. Corneille)                 |                                 | 82                 |                          | Noir Désir                  |
| 2012  | Les disques de mon père (feat. Tabu Ley Rochereau) |                                 | 137                |                          | Noir Désir                  |
| 2012  | On se connait (feat. Ayna)                         | 49                              | 10                 |                          | Noir Désir (Deluxe Edition) |

En tant qu'artiste invité
| Année | Single                                                  | Meilleure position | Album   |
| Année | Single                                                  | France             | Album   |
| ----- | ------------------------------------------------------- | ------------------ | ------- |
| 2012  | I Know (Remix Street) (Irma feat. Youssoupha)           | 138                |         |
| 2015  | 7 milliards sous le ciel (Lino feat. Youssoupha & Zaho) |                    | Requiem |

## Distinctions

### Victoires de la musique
| Année | Travail nommé | Catégorie                           | Résultat   |
| ----- | ------------- | ----------------------------------- | ---------- |
| 2015  | NGRTD         | Album de musique urbaine de l'année | Nomination |

### NRJ Music Awards
| Année | Travail nommé | Catégorie                         | Résultat   |
| ----- | ------------- | --------------------------------- | ---------- |
| 2013  | Youssoupha    | Révélation francophone de l'année | Nomination |

### Trace Urban Music Awards
| Année | Travail nommé                       | Catégorie                  | Résultat   |
| ----- | ----------------------------------- | -------------------------- | ---------- |
| 2013  | On se connaît (Youssoupha ft. Ayna) | Meilleure chanson          | Nomination |
| 2013  | Noir D****                          | Meilleur album             | Nomination |
| 2013  | Youssoupha                          | Meilleure performance live | Nomination |
| 2013  | Les disques de mon père             | Meilleur clip              | Lauréat    |

## Décoration
- Chevalier de l'ordre des Arts et des Lettres[45].

## Filmographie
- 2018 : Blockbuster : lui-même

### Articles
- Stéphanie Binet, « Flow pas le chercher », sur Libération, 29 avril 2009 (consulté le 1er mai 2021)
- Thomas Blondeau, « France : Youssoupha, l’intranquille », sur Jeune Afrique, 29 février 2012 (consulté le 14 avril 2021)
- David Brun-Lambert, « Youssoupha, la nostalgie au combat », Le Temps,‎ 26 juillet 2019 (ISSN 1423-3967, lire en ligne, consulté le 14 avril 2021)
- Jérémie Léger, « Youssoupha, légende du rap français hors du game », sur Mouv (consulté le 7 avril 2021)
- « Youssoupha : "J'ai toujours voulu faire du rap français décomplexé" | Interview », sur Abcdr du son, 25 octobre 2009 (consulté le 2 mai 2021)

### Autres ressources
- [vidéo], Youssoupha, Bomayé ! Retour à Kinshasa, 2013, réalisation Fabrice Castanier Voir Ramcy Kabuya, « Youssoupha trois odes à Kinshasa », sur Africultures, 2 décembre 2013 (consulté le 4 juin 2021).